# 西蒙茲 (密西西比州)
西蒙茲（英語：Symonds）是位於美國密西西比州玻利瓦縣的普查規定居民點。

## 歷史
西蒙茲的郵局於1905年設立，其後於1954年停運。

## 人口
根據2020年美國人口普查的數據，西蒙茲的面積為0.19平方千米，皆為陸地。當地共有人口72人，而人口密度為每平方千米378.95人。